# 格氏兔脂鯉
格氏兔脂鯉，為輻鰭魚綱脂鯉目脂鯉亞目上口脂鯉科的其中一個種，分布於南美洲Maroni河流域，體長可達20公分，棲息在砂泥底質且水流快速的溪流，成群出現，繁殖期在每年12月至隔年6月，屬雜食性，與戈瑟氏兔脂鯉生存在一起，可作為觀賞魚。